# Bolbitis lianhuachihensis
Bolbitis lianhuachihensis — вид рослин із родини щитникових (Dryopteridaceae).

## Назва
Видовий епітет lianhuachihensis стосується місцевості типу [Lienhuachih, Nantou County].

## Біоморфологічна характеристика
Наземний чи літофіт. Кореневище коротке повзуче, товсте, густо лускате; луска чорна. Листки скупчені, завдовжки 40–80 см, диморфні, перисті. Стерильні листки з ніжками завдовжки 18–50 см; пластинка широко-яйцювата, 21–34 × 21–35 см; бічні пера 1–5 пар, чергові, ланцетні, 14–24 × 3–4.5 см, краї цілі, хвилясті, верхівки хвостаті чи загострені, базальні дві пари пер з крилатими ніжками < 8 мм; кінцеве перо більше чи подібне до бічних, іноді з цибулинкою біля верхівки. Родючі листки довші чи такі ж, як і безплідні; ніжки завдовжки 35–50 см; пластинка довгасто-яйцювата, 7.5–14.5 × 12–18 см; пер 3–4 пари, чергові, ланцетні, 5–7.5 × 0.8–1.2 см, верхівка загострена.

## Середовище проживання
Новий знайдено у центральному Тайвані. Населяє вічнозелені, широколистяні ліси, часто біля струмків, нижче 1000 м над рівнем моря.